# لی جونگ-کئون
لی جونگ-کئون (انگلیسی: Lee Jung-keun؛ زادهٔ ۲۹ ژوئیه ۱۹۶۰) کشتی‌گیر اهل کره جنوبی بود.
وی در مسابقات کشوری و بین‌المللی در مجموع برندهٔ ۱ مدال طلا، ۱ مدال نقره، ۱ مدال برنز شده‌است.